# Jutjat de Pau de Palafrugell
El Jutjat de Pau de Palafrugell data de 1841, tot i que, es té constància de la presència d'un jutge des de dates més reculades. El Jutjat de Pau fou ubicat a la Casa Consistorial del carrer dels Valls i després a Can Bech, al carrer Progrés. Actualment, està situat a la urbanització de la Bòbila Nova.

## Història
Des de sempre s'ha necessitat la figura d'un jutge de pau, que posi fi a conflictes. Però aquest personatge ha anat canviant al llarg de la història. La Constitució de 1812 disposava que l'alcalde del poble era el que havia d'exercir les funcions de jutge de pau i no fou fins en temps de la reina Isabel II de Borbó quan es proposà una persona externa a l'Administració per a aquest càrrec. Amb la creació de la Justícia de Pau, s'hi afegia una nova tasca que fins aleshores feia l'església: el Registre Civil.
El 1841 l'Ajuntament de Palafrugell aprovà l'habilitació d'una sala per a l'Administració de Justícia a la Casa Consistorial, aleshores situada al carrer dels Valls. Però, aviat la sala quedà petita i s'hagueren d'habilitar unes altres dependències. A vegades, fins i tot, s'havia d'utilitzar l'edifici de la notaria.
Durant la Tercera Guerra Carlina (1872-1876) desaparegueren els primers llibres de Registre Civil. Així que el primer que es conserva data del 1876.
El 1905 s'utilitzava un edifici situat al costat de la Casa Consistorial (situada entre els carrers dels Valls i de Pi i Margall, on avui hi ha les peixateries) com a escola de nenes i oficines del Jutjat. Les instal·lacions foren insuficients i, per això, el 1908 es traslladaren les oficines del Jutjat a unes noves dependències de la Casa Consistorial. Així, Jutjat i Ajuntament compartirien edifici durant molts anys, però no compartien la porta, ja que s'hi entrava per dues portes diferents.
Durant la II República (1931-1936) els nounats es podien inscriure al Registre Civil en català, ja que s'aprovava el bilingüisme a Catalunya. Durant la Guerra civil, els Jutjats Municipals van ser substituïts per Jutjats Populars Locals. Alguns dels jutges de pau foren empresonats i assassinats durant el conflicte bèl·lic.
El 1939, les lleis foren ben clares: els jutges de pau havien de ser persones adherides als principis ideològics i polítics del règim. Així, eren els alcaldes i els caps de la Falange els que escollien els jutges de pau.
La Llei de Bases de 1944 establí el nomenament de jutge, fiscal i auxiliars en tots els pobles. Alhora dividia els jutjats en tres tipus: Jutjats Municipals, Jutjats Comarcals i Jutjats de Pau (per als municipis més petits, d'àmbit rural). El Baix Empordà es dividí en tres Jutjats Comarcals: Sant Feliu de Guíxols, la Bisbal d'Empordà (que mantenia el Jutjat de Primera Instància) i Palafrugell (que incloïa Begur, Torrent, Mont-ras, Regencós, Pals i Vall-llobrega). Però el Jutjat Comarcal de Palafrugell durà poc: el 1960 se suprimí per ordre del ministre de Justícia i es constituí un nou Jutjat de Pau.
El 1964 la Casa Consistorial es traslladaria a un altre edifici: Can Bech. Però no fou fins ben entrat el 1965 que el Jutjat de Pau de Palafrugell s'hi traslladà. Les dependències que s'habiliten per a impartir-hi justícia són al carrer del Progrés.
A partir de 1969, les dones poden ocupar el càrrec de jutgessa de pau. El 1974 s'unificaren Jutjats Municipals i Jutjats comarcals sota el nom de Jutjats de Districte. El Reial Decret de 1977 disposà que tots els municipis que no tinguessin Jutjats de Primera Instància i Instrucció, haurien de tenir un Jutjat de Pau.
El 13 de març del 2009 s'inauguraren les noves instal·lacions del Jutjat de Pau a la Bòbila Nova. Actualment, doncs, es disposa d'unes dependències àmplies i una sala d'actes amb cabuda per a 80 persones.
La documentació d'aquesta institució es conserva a l'Arxiu Municipal de Palafrugell.